# Salme Ekbaum
Salme Ekbaum (bis 1941 Salme Neumann, * 8. Oktoberjul. / 21. Oktober 1912greg. in der Gemeinde Aidu, heute Landgemeinde Paistu, Kreis Viljandi, Estland; † 10. September 1995 in Toronto, Kanada) war eine estnische Schriftstellerin und Lyrikerin.

## Leben und Werk
Salme Ekbaum wurde wie ihre Schwester, die Lyrikerin Minni Nurme (1917–1994), auf dem Gehöft Kiini in Livland geboren. Bis 1931 besuchte sie das Mädchengymnasium in Viljandi.
Salme Ekbaum schloss 1936 ihr Pharmazie-Studium an der Universität Tartu ab.  Anschließend war sie als Apothekerin in Võhma tätig. Von 1937 bis 1939 unterzog sie sich einem Heilaufenthalt. Sie arbeitete danach in Apotheken in Kuressaare, Karuse und Tartu.
Vor der vorrückenden Roten Armee floh sie 1944 nach Schweden. Ab 1949 war sie Apothekerin in Stockholm. 1949 siedelte sie mit ihrem Mann nach Kanada um.
Salme Ekbaum starb 1995 in Toronto. Sie liegt auf dem Friedhof ihrer Geburtsgemeinde Paistu begraben.

## Schriftstellerin
Ekbaum wurde nach dem Zweiten Weltkrieg eine der bekanntesten estnischen Exilschriftstellerinnen.
Sie wurde – neben ihrem Prosawerk – besonders für ihre Naturlyrik berühmt. Ihr Nachlass wird heute – wie der ihres Mannes Artur Ekbaum (1903–1976), mit dem sie seit Juni 1941 verheiratet war – vom Tartu Institute in Toronto verwaltet.
Salme Ekbaum war die Tante der estnischen Schriftstellerin Eeva Park.

## Werke (Auswahl)
- Valga maja (Roman, 1946)
- Ilmapõllu inimesed (Roman, 1948, englische Übersetzung: Farm in the forest. Göteborg, 1949)
- Indiaani suvel (Gedichtsammlung, 1951)
- Lindprii talu (Roman, 1951)
- Külaliseks on ootus (Roman, 1952)
- Kärestik (Roman, 1955)
- Süteoja (Roman, 1957)
- Õigusenõudja (Roman, 1962)
- Veimevakk (Jugenderinnerungen, 1964)
- Kontvõõras (Roman, 1966)
- Kivi kiljatas aknasse (Gedichtsammlung, 1967)
- Ajatar (Gedichtsammlung, 1968)
- Suitsupääsuke (Drama, 1973)
- Vang, kes põgenes (Roman, 1975)
- Kohtumine lennujaamas (Roman, 1979)
- Talioras (Gedichtsammlung, 1988)
- Õhtu tiiva all (Gedichtsammlung, 1992)